# Eugène Anquetil
Pour les articles homonymes, voir Anquetil.
Eugène Anquetil, né le 19 mai 1845 à Bayeux où il est mort le 17 juin 1929, est un historien français.

## Biographie
Bachelier ès sciences, licencié ès lettres et licencié en droit, lauréat de la Faculté de Paris, avocat, puis bâtonnier au tribunal civil de Bayeux de profession, Anquetil a fourni, à partir de 1869, de nombreux articles de critique théâtrale, juridiques, politiques, littéraires, scientifiques, historiques et archéologiques à plusieurs journaux parisiens et de province, sous son nom ou sous divers pseudonymes .
S’intéressant principalement à l’archéologie et à l’histoire locale, il était président de la Société des sciences, arts et belles-lettres de Bayeux, membre de la Société des antiquaires de Normandie, membre de la Commission des sites du Calvados, de la Société française d’archéologie, inspecteur de l’Association normande, correspondant de la Commission des monuments historiques, membre correspondant de la Société archéologique d’Avranches, etc.

## Publications

### Ouvrages
- Les Francs-Bouchers de Bayeux, 1480, 1883.
- États généraux de 1789. Cahiers du tiers état de Bayeux, 1886.
- Formigny, état du Bessin après la descente de Henri V en Normandie, réveil de l’esprit français, bataille de Formigny et ses conséquences, Bayeux, Impr. de Saint-Ange Durant, 1903.
- Girot Davy, de Bayeux, épisode de l’occupation anglaise du XVe siècle, Caen, Henri Delesques, 1903.
- Inauguration du monument de Formigny, 1904.
- Présentations et collations de bénéfices du diocèse de Bayeux, (1436-1445) avec notices biographiques, 1904.
- La Telle du conquest d’Angleterre (tapisserie de la reine Mathilde), Caen, H. Delesques, 1907.
- Antiquité de la tapisserie de Bayeux, Bayeux, J. Tuebœuf, 1912.

### Articles
- Discours prononcés, lors de la séance solennelle des Sociétés des sciences, arts et belles-lettres de Bayeux et de la Société historique et archéologique de l’Orne, par MM. E. Anquetil et H. Tournouer, présidents de ces sociétés, à Bayeux, le septembre 1922, 1923.
- Notice sur M. L.-F.-L. Doucet secrétaire de la Société littéraire de Bayeux. 13 mars 1885, 1885.

### Éditeur scientifique
- Le Livre rouge de l’évêché de Bayeux, 1908.